# Sozialwissenschaftliches Archiv Konstanz
Das Sozialwissenschaftliche Archiv Konstanz (SAK) (auch Alfred-Schütz-Gedächtnis-Archiv nach Alfred Schütz) ist Archiv, Dokumentationseinrichtung und Forschungsstelle für Interpretative Sozialforschung, Phänomenologie und Soziologie sowie Wissens- und Kultursoziologie. Archiviert (Erwerb und Aufbewahrung von Archivgut, also Originalmaterialien), dokumentiert (Erwerb und Aufbewahrung von Sammlungsgut, also Kopien) und beforscht wird überwiegend Nachlassmaterial von Autoren, die eine wichtige Bedeutung für die Geschichte der Sozialwissenschaften haben. Das Sozialwissenschaftliche Archiv Konstanz ist Teil der Universität Konstanz.

## Geschichte
Gegründet wurde das Sozialwissenschaftliche Archiv Konstanz im Jahr 1974 am Lehrstuhl von Thomas Luckmann, die Idee hierzu ging auf den Religionssoziologen Carl Mayer zurück. Selbst Exilant, regte Mayer die Sicherung des noch verfügbaren Materials von aus dem Dritten Reich emigrierten Sozialwissenschaftlern an, um deren intellektuelles Wirken vor der Vergessenheit zu bewahren. Bei den Vorbereitungsarbeiten sowie in den Anfangsjahren wurde das Archiv wesentlich von der VolkswagenStiftung, der Deutschen Forschungsgemeinschaft, der Gesellschaft der Freunde und Förderer der Universität Konstanz sowie durch die Fritz-Thyssen-Stiftung unterstützt. Im Archiv vorhanden sind unter anderem Materialien von Max Weber, Karl Mannheim, George Herbert Mead, Alfred Schütz, Helmuth Plessner, Heinrich Popitz, Hans Paul Bahrdt, Thomas Luckmann und Peter L. Berger.
Im Herbst 2002 wurde das Sozialwissenschaftliche Archiv Konstanz zum offiziellen Zentralarchiv der Deutschen Gesellschaft für Soziologie ernannt und mit der Erforschung der Geschichte des Faches beauftragt. In diesem Zusammenhang ergänzt das Archiv seine Bestände fortlaufend, um möglichst umfassende Materialien für Forschungen zur Soziologiegeschichte bereitstellen zu können.